# Trioza minuta
Trioza minuta är en insektsart som beskrevs av Crawford 1910. Trioza minuta ingår i släktet Trioza och familjen spetsbladloppor. Inga underarter finns listade i Catalogue of Life.